# 行政公務航空1526號班機空難
行政公務航空1526號班機（ICAO：EFT1526）是一班於2015年10月11日由美國代頓-賴特兄弟機場飛往阿克倫·富爾頓國際機場的私人航班。該機在進場時失去控制並撞入一間房子。機上包括機長在內共9人遇難。

## 涉事飛機

涉事的N237WR

涉事飛機為一架英國宇航BAe125-700A，註冊號N237WR，於1979年8月16日生產，墜毀前共飛行了14,918小時，使用兩個Garrett TFE731引擎。

## 機組人員及乘客

### 機組人員
40歲的哥倫比亞籍Oscar Chávez是該航班的機長。他於2015年6月4日加入行政公務航空，擁有6,170小時的飛行經驗，於墜毀的飛機上擁有1,020小時的飛行經驗。
50歲的意大利籍Renato Marchese是該航班的副機長。他於2015年6月1日加入行政公務航空，擁有4,382小時的飛行經驗，於墜毀的飛機上擁有482小時的飛行經驗。
該航班上沒有空中服務員。

### 乘客
所有7名乘客皆為佛羅里達州博卡拉頓的地產公司Pebb Enterprises的員工。

## 飛行經過

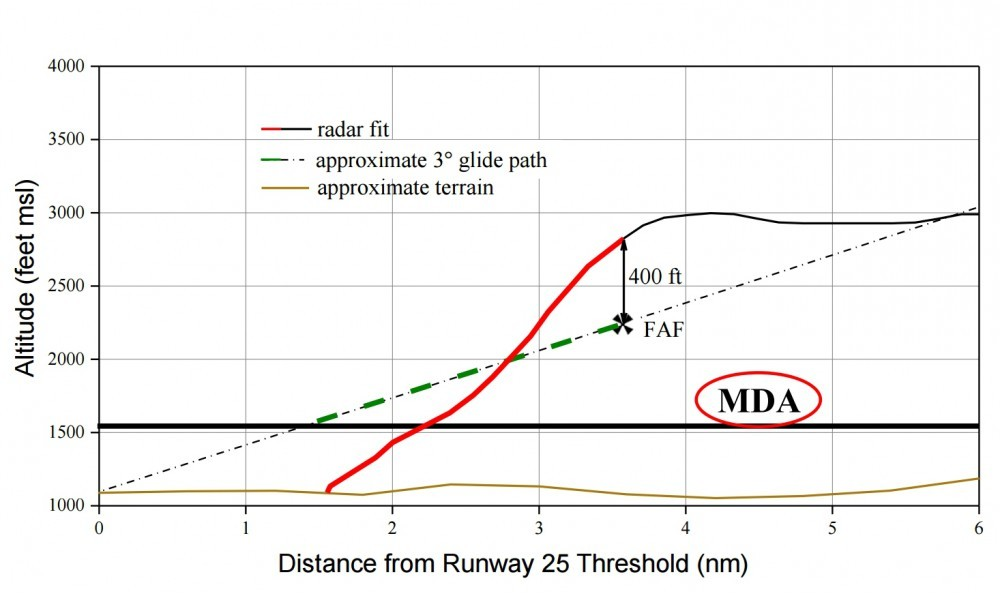
1526號班機的飛行路線（黑色及紅色線為航班實際路徑；綠色虛線為航班下滑道；黃線表示地形）

1526號班機於下午2時13分從代頓-賴特兄弟機場起飛，並獲准爬升至17,000英尺（5,200米）。下午2時26分，機組嘗試從航空例行天氣報告（METAR）獲取阿克倫·富爾頓國際機場的天氣信息，但由於他們輸入了錯誤的頻率，他們收到了距離阿克倫國際機場108英里的費爾菲爾德縣機場的天氣信息。下午2時33分，有位乘客走進駕駛艙，打斷了機組關於進場的談話，該乘客逗留數分鐘後離開。4分鐘後，自動終端情報服務（ATIS）報告了阿克倫國際機場的天氣信息；同時，航機被允許下降至5,000英尺（1,500米）。
下午2時46分，由於一架小型飛機被允許下降到3,000 英尺（910米）， 1526號班機被命令減速至170節（310公里／小時）。下降至2,300英尺時，副駕駛以高達每分鐘2,000英尺（610米）的速度下降。下午2時52分13秒，1526號班機到達最底下降高度（MDA）約1,540英尺（470米），但速度比推薦速度慢11節（20公里/小時）。14秒後， 駕駛杆上的抖杆器啟動。5秒後，地面迫近警告系統（GPWS）發出警告，1526號班機亦向左傾。2秒後，班機先撞到一根電線，再墜毀在機場東北3.2公里的一間房子裏，導致火災，並蔓延到一間房子和兩輛汽車。 

## 調查

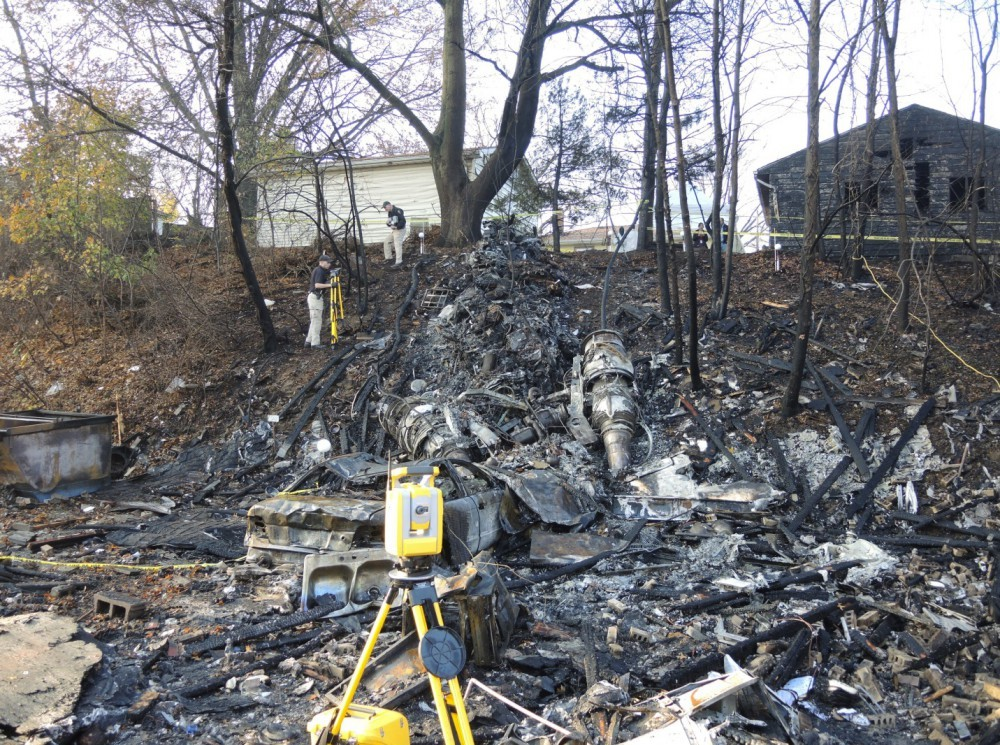
1526號班機燒焦後的殘骸

美國國家運輸安全委員會(NTSB) 對此次事故進行了調查。
調查人員對機組的同事採訪及根據駕駛艙語音紀錄儀發現，機組睡眠不足，事故發生時過度疲勞，前幾個晚上平均每晚只睡了六小時。
進場時，機組將飛機降到473英尺（約144米）的安全高度以下，雖然已經可以看到地面，但由於當天天氣大霧，仍未能看到跑道。當他們在搜索跑道時，他們未有留意空速已降至98節（約181公里/小時），導致飛機失速，最終墜毀。
針對此次事故，NTSB發布了13條建議。

## 影視節目

### 空難紀錄片
- 空中浩劫21: 行政航空1526號班機

## 註解
1. ↑  阿克倫國際機場的METAR頻率為126.825；費爾菲爾德縣機場的METAR頻率為118.375。[11]。

## 外部連結
EFT1526 Execuflight 航班跟蹤和歷史資料 （页面存档备份，存于） — FlightAware.com
事故報告 （页面存档备份，存于）